# Ally Maki

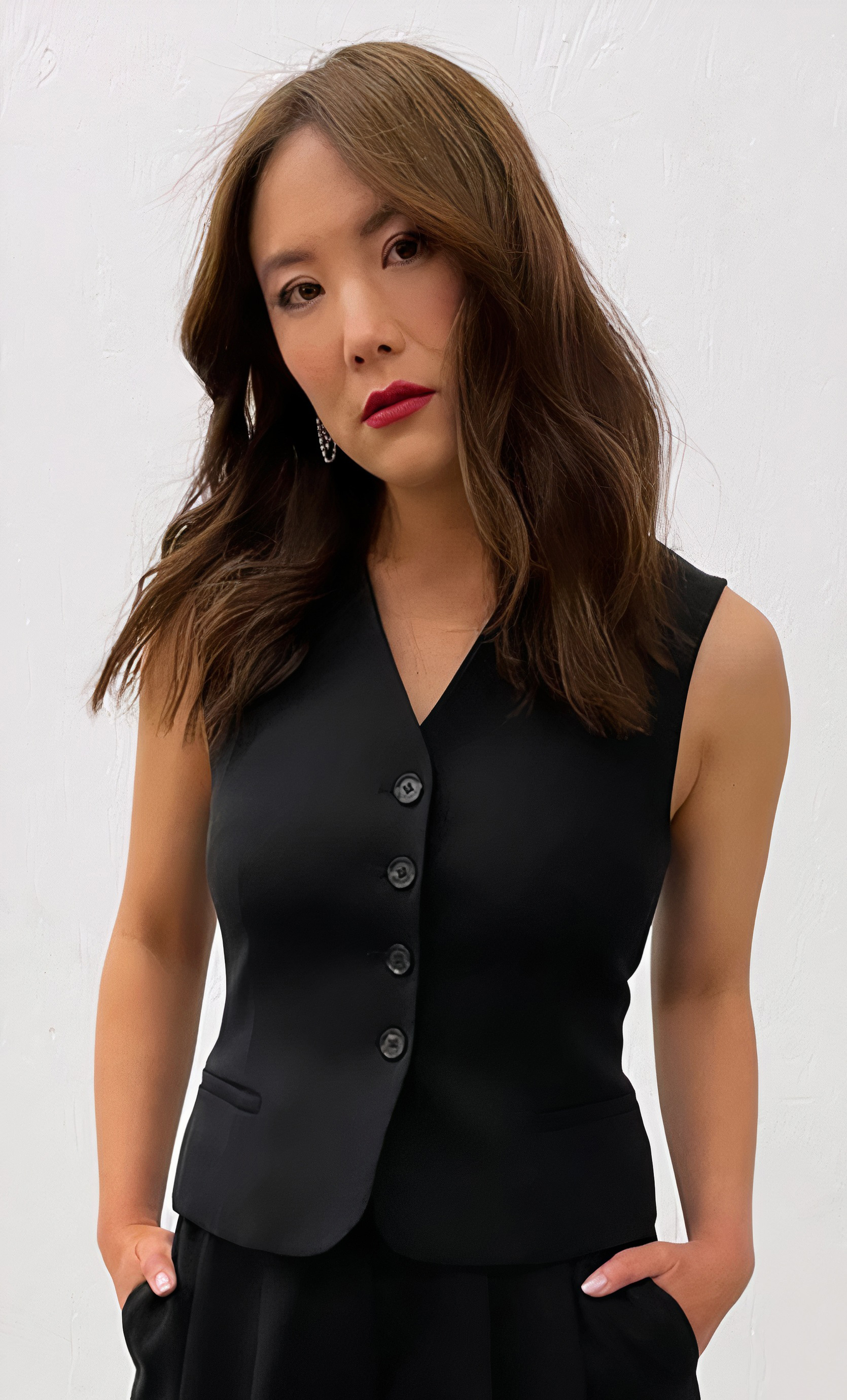
Ally Maki (2021)

Ally Maki (* 29. Dezember 1986 in Seattle, Washington als Ally Matsumara) ist eine US-amerikanische Schauspielerin.

## Leben
Ally Maki wurde in Seattle geboren und wuchs in der Stadt Kirkland auf. Ihre japanischstämmige Großmutter wurde nach dem Ende des Zweiten Weltkriegs aus einem Internierungslager im Bundesstaat Wyoming entlassen. Sie fand in Montana eine Anstellung als Kellnerin, wo sie auf Bryan Kazuyuki Honkawa, der während des Krieges in einem japanisch-amerikanischen Regiment diente, traf. 2001 zog die Enkelin im Alter von 14 Jahren nach Los Angeles, nachdem sie von einem Talentscout entdeckt wurde. Zu diesem Zeitpunkt lebte ihre Großmutter bereits verwitwet im Stadtteil West Hills. Maki selbst lebte anfangs zusammen mit weiteren Einsteigern im Schauspielgeschäft in Santa Clarita. Während sie in ersten Schauspielrollen besetzt wurde, war sie Teil einer Band namens The Valli Girls, für die sie die Keytar spielte. Außerdem wurde sie bei Freakbeat Records zur DJ ausgebildet. Heute lebt Maki in einem Haus im Stadtteil Studio City.

## Karriere
Das erste Mal vor der Kamera war Maki 2002 mit einem Gastauftritt in der Serie What’s up, Dad? zu sehen. Kurz darauf folgten Auftritte in Emergency Room – Die Notaufnahme, Raven blickt durch und Buffy – Im Bann der Dämonen. Ab 2008 trat sie in den Serien Terminator: The Sarah Connor Chronicles, Miss Guided, Bones – Die Knochenjägerin und Greek auf. 2008 spielte sie zudem eine kleine Nebenrolle in der Serie Privileged. Von 2009 bis 2010 war sie in der einig produzierten Staffel der Serie 10 Dinge, die ich an dir hasse als Dawn in einer Nebenrolle zu sehen. 2010 trat sie in einer Rückblickszene als Joyce Kim in The Big Bang Theory auf.
2010 wirkte sie in der Rolle der Jenny im Tanzfilm Step Up 3D mit. In der Filmkomödie The Prankster war sie zudem als Kassandra Yamaguchi in einer Nebenrolle zu sehen. Danach folgten Auftritte in Workaholics, Franklin & Bash, Shake It Up – Tanzen ist alles, Hot in Cleveland und 2 Broke Girls. 2013 war sie als Min in einer Nebenrolle in der Tragikomödie Geography Club zu sehen. Anschließend trat sie in Navy CIS, New Girl, Slumber Party und Navy CIS: L.A. auf. Größere Bekanntheit erlangte Maki jedoch vor allem durch die Rolle der Jess Kato in der sie von 2016 bis 2018 in einer der Hauptrollen von Wrecked – Voll abgestürzt! zu sehen war. Von 2018 bis 2019 folgte als Mina Hess eine Nebenrolle in der Serie Marvel’s Cloak & Dagger. Seit 2017 wirkt sie zudem als Ikumi in der Serie Dear White People mit. 2019 lieh sie der Figur Giggles McDimples in der Originalversion von A Toy Story: Alles hört auf kein Kommando ihre Stimme.

## Filmografie (Auswahl)
- 2002: What’s up, Dad? (Fernsehserie, Episode 3x04)
- 2003: Emergency Room – Die Notaufnahme (ER, Fernsehserie, Episode 9x14)
- 2003: Raven blickt durch (That’s So Raven , Fernsehserie, Episode 1x07)
- 2003: Buffy – Im Bann der Dämonen (Buffy, Fernsehserie, Episode 7x22)
- 2003: Rogues
- 2007: Subs (Fernsehfilm)
- 2008: Terminator: The Sarah Connor Chronicles (Fernsehserie, Episode 1x05)
- 2008: Miss Guided (Fernsehserie, Episode 1x06)
- 2008: Privileged (Fernsehserie, 4 Episoden)
- 2009: Bones – Die Knochenjägerin (Bones, Fernsehserie, Episode 4x23)
- 2009: Greek (Fernsehserie, Episode 2x06)
- 2009–2010: 10 Dinge, die ich an dir hasse (10 Things I Hate About You, Fernsehserie, 16 Episoden)
- 2010: The Big Bang Theory (Fernsehserie, Episode 3x22)
- 2011: Workaholics (Fernsehserie, Episode 1x02)
- 2010: Step Up 3D
- 2010: The Prankster
- 2011: Franklin & Bash (Fernsehserie, 2 Episoden)
- 2011: Beach Bar: The Movie
- 2011: The Family Tree
- 2012: Shake It Up – Tanzen ist alles (Shake It Up, Fernsehserie, Episode 2x28)
- 2012: Music High
- 2012: Hot in Cleveland (Fernsehserie, Episode 4x03)
- 2012–2013: JustKiddingFilms (Fernsehserie, 3 Episoden)
- 2013: Geography Club
- 2013: 2 Broke Girls (Fernsehserie, Episode 3x07)
- 2014: Sober Companion (Fernsehfilm)
- 2015: Navy CIS (NCIS, Fernsehserie, Episode 13x05)
- 2016: New Girl (Fernsehserie, Episode 5x04)
- 2016: Slumber Girl (Fernsehserie, Episode 1x09)
- 2016: Super Novas
- 2016–2018: Wrecked – Voll abgestürzt! (Wrecked, Fernsehserie, 30 Episoden)
- 2017: Navy CIS: L.A. (NCIS: Los Angeles, Fernsehserie, Episode 8x19)
- 2017–2019: Dear White People (Fernsehserie, 5 Episoden)
- 2018: Robot Chicken (Fernsehserie, Episode 9x08, Stimme)
- 2018–2019: Marvel’s Cloak & Dagger (Fernsehserie, 8 Episoden)
- 2019: A Toy Story: Alles hört auf kein Kommando (Toy Story 4, Stimme im Original)
- 2019: 5 Years Apart
- 2020: Into the Dark (Fernsehserie, Episode 2x05)
- 2020–2023: Willkommen im Haus der Eulen (The Owl House, Fernsehserie, Stimme)
- 2021: Nicht schon wieder allein zu Haus (Home Sweet Home Alone)
- 2021: Marvel’s Hit-Monkey (Fernsehserie, Stimme)
- 2021–2022:  Hacks (Fernsehserie, 3 Episoden)
- 2022: Dealing with Dad
- 2022: Doula
- 2022: Beavis and Butt-Head (Fernsehserie, 3 Episoden, Stimme)
- 2023: Shortcomings
- 2023: Seagrass
- seit 2023: The Big Door Prize (Fernsehserie)